# Rue Doudeauville
La rue Doudeauville est une voie du 18e arrondissement de Paris, en France.

## Situation et accès

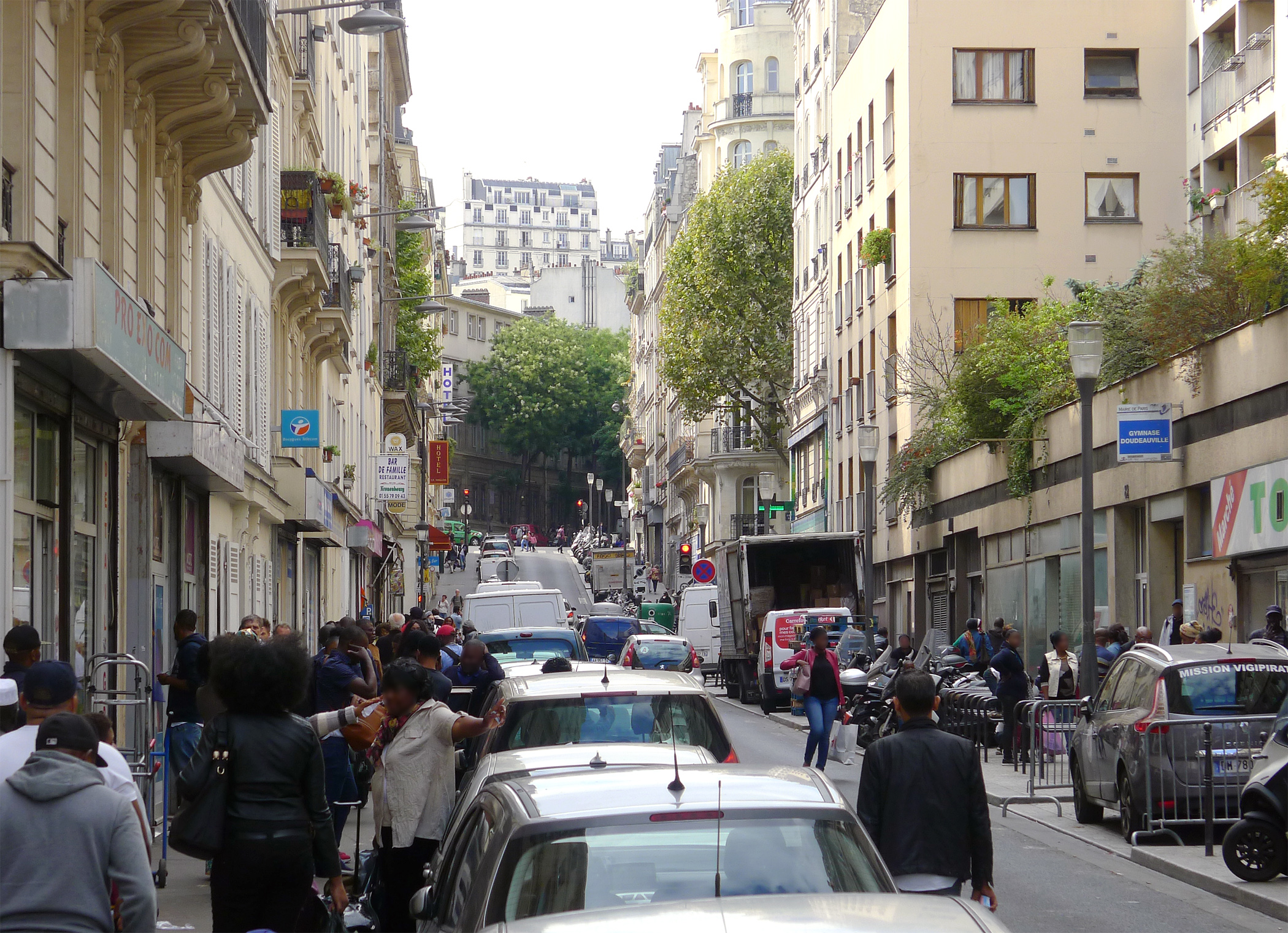
La rue en 2015.

La rue Doudeauville est une voie publique située dans le 18e arrondissement de Paris. Elle débute au 59, rue Marx-Dormoy et se termine au 58, rue de Clignancourt.
C'est l'un des principaux axes de la partie centrale du quartier de la Goutte-d'Or.

## Origine du nom
Le nom de cette rue a été donné en souvenir de M. le duc de La Rochefoucauld-Doudeauville, ministre de la Maison du Roi (Charles X).

## Historique
Une ordonnance royale du 9 août 1826 autorise M. Moisson-Devaux et l'administration des hospices de civils de Paris à ouvrir une rue de 15 m de large dans la commune de La Chapelle. La nouvelle voie doit relier la route de Saint-Denis (grande rue de La Chapelle, actuelle rue Marx-Dormoy) et la rue des Poissonniers. Elle est nommée « rue Doudeauville ».
À partir de 1844, une grande partie du parc du Château-Rouge, situé sur la commune de Montmartre, à l'est de la rue Doudeauville d'alors, est loti. Une ordonnance du 31 mars 1847 autorise les différents propriétaires à ouvrir plusieurs voies sur le site. Une rue de 12 m de large est tracée entre la rue des Poissonniers et la chaussée de Clignancourt (actuellement rue Ramey). Elle prend le nom de « rue Charles-Henry », puis est renommée « rue Dejean » en 1862 (à ne pas confondre avec la rue Dejean actuelle, nommée « rue Neuve-Dejean » avant 1873),,.
En 1845, la mairie de La Chapelle est construite à l'angle de la rue Doudeauville et de la grande rue. Ce bâtiment est démoli en 1906 pour construire l'actuel collège Marx-Dormoy (voir plus bas).
En 1846, la ligne de Paris-Nord à Lille est mise en service. Les deux voies ferrées passent dans une tranchée que la rue Doudeauville franchit par un pont. Après élargissements successifs du faisceau de voies de la gare du Nord, le pont fait aujourd'hui près de 90 m de long.
Après le rattachement des communes de Montmartre et La Chapelle à Paris par la loi du 16 juin 1859, les rues Dejean et Doudeauville sont officiellement classées le 23 mai 1863 dans la voirie parisienne.
Un décret du 23 mai 1863 déclare d'utilité publique l'élargissement de la rue Lévisse afin de former un boulevard (l'actuel boulevard Barbès), la création d'une rue entre ce nouveau boulevard et la rue de Clignancourt (amorce de l'actuelle rue Custine) et le prolongement de la rue des Cinq-Moulins (actuelle rue Stephenson) jusqu'à la rue Marcadet. Lors du prolongement de la rue Custine jusqu'à la rue du Mont-Cenis, déclaré d'utilité publique le 11 août 1867, la section finale de la rue Doudeauville (entre la rue de Clignancourt et la rue Ramey) est supprimée. L'actuel collège Roland-Dorgelès est construit à l'emplacement de la section de rue supprimée.
L'ancienne rue Dejean est absorbée par la rue Doudeauville le 10 novembre 1873.
Lors de l'élargissement du faisceau ferroviaire de la gare du Nord, les immeubles du début de la rue (entre les nos 14 et 18, côté nord, et entre les nos 15 et 19, côté sud) sont détruits,. Le pont est alors prolongé à l'est, ce qui explique pourquoi le grillage est plus moderne à cet endroit.

## Bâtiments remarquables et lieux de mémoire

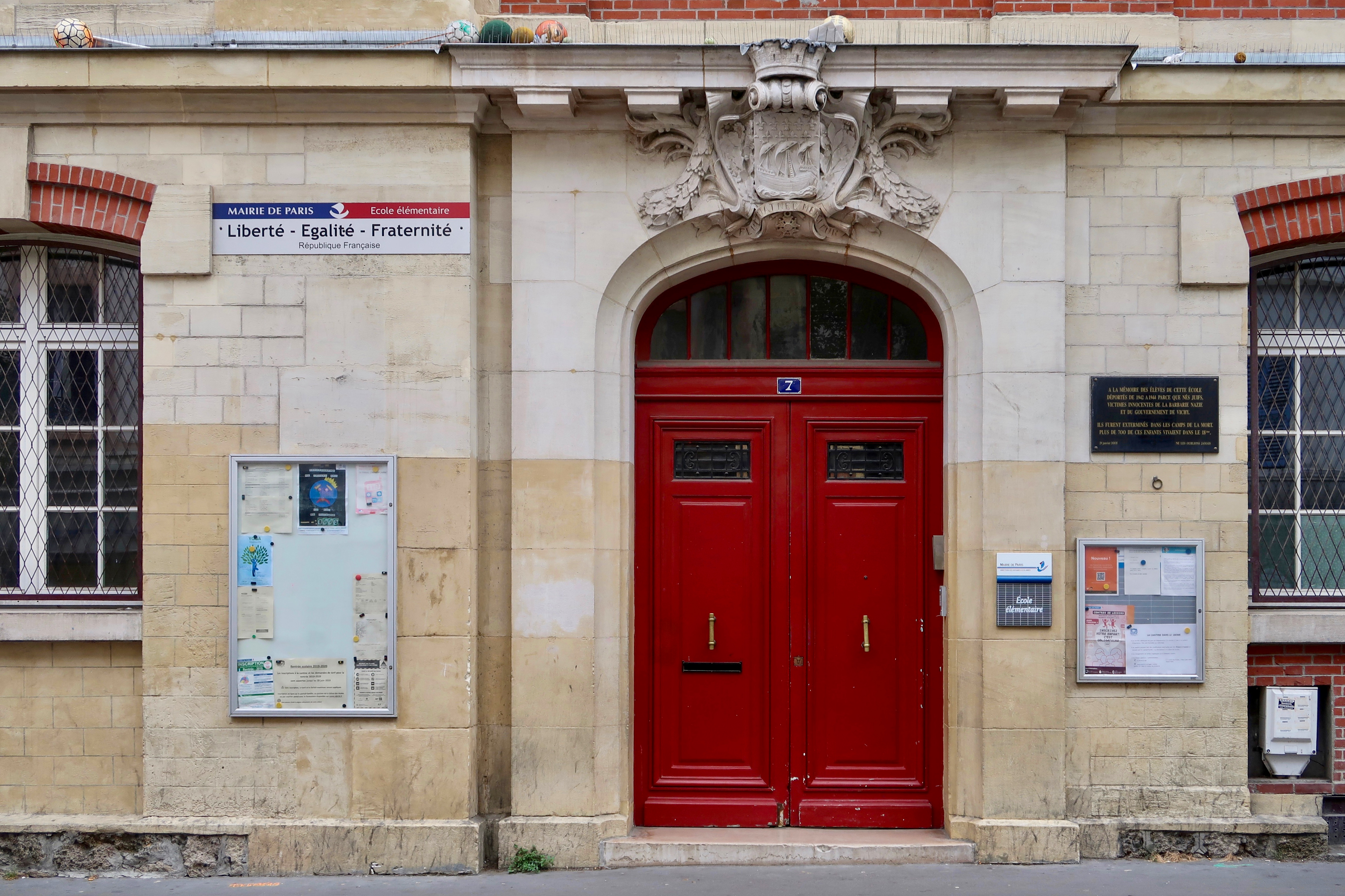
École élémentaire.

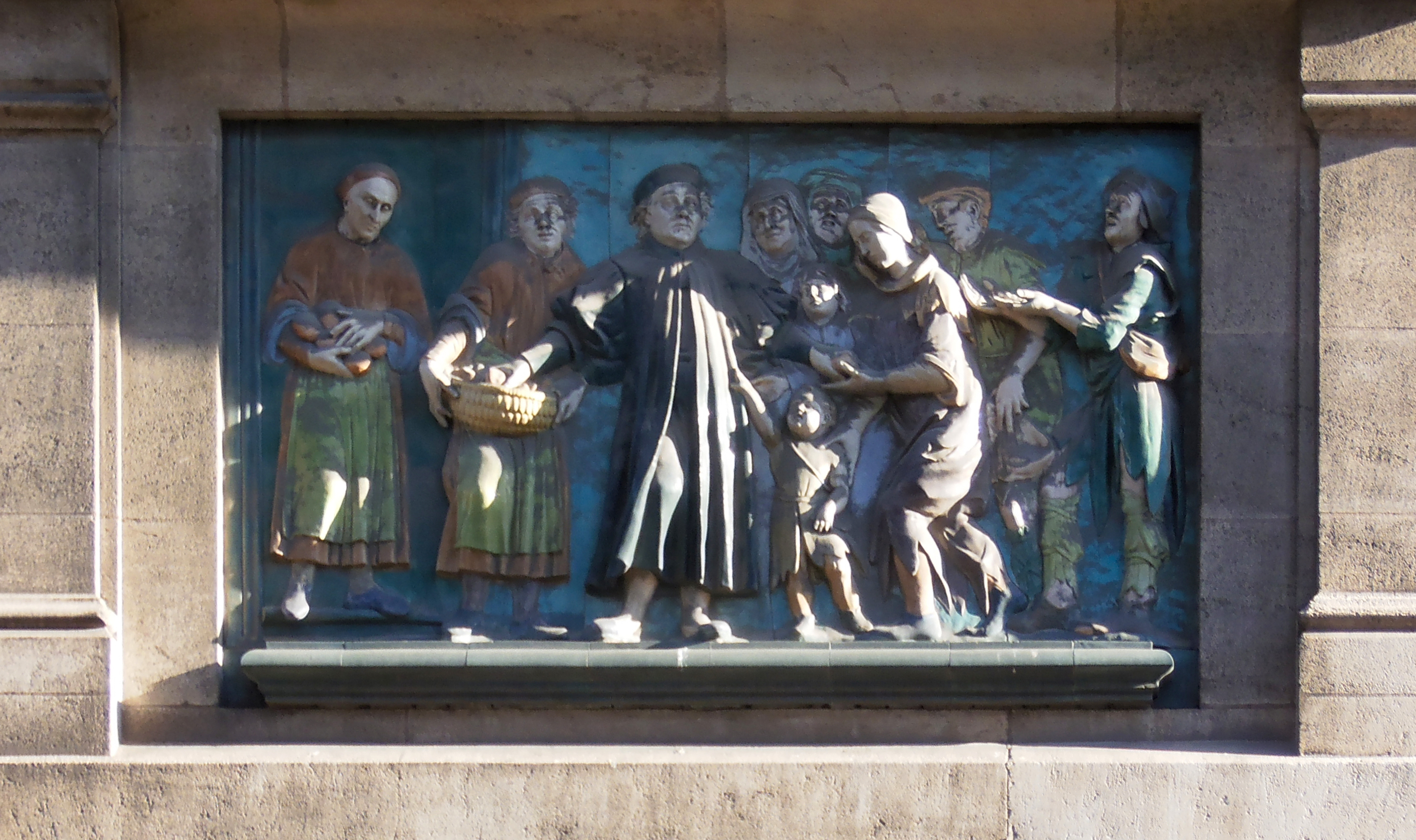
Fronton au no 33.

- Nos 3-7 : site de l'ancienne mairie de La Chapelle de 1845 à 1860. Elle est inaugurée par le préfet de la Seine Rambuteau le 16 février 1845. Le bâtiment accueille ensuite la justice de paix du 18e arrondissement, puis en 1905 le service médical de l'Institut de mécanothérapie de Paris, avant d'être démoli en novembre 1906. À la place est construit un complexe scolaire, qui abrite à l'origine une école maternelle et une école primaire de filles[1],[16]. De nos jours, la majeure partie de l'édifice est occupée par le collège Marx-Dormoy (dont l'entrée principale est située 55 rue Marx Dormoy) ainsi que l'école élémentaire Doudeauville (au no 7).
- Entre les nos 21 et 23 : entrée secondaire de l'Institut des cultures d'Islam (site Goutte-d'Or).
- No 33 : subsiste le fronton d'un ancien temple luthérien, où siégea par la suite l’une des deux coopératives du mouvement ouvrier juif de Paris avant 1914 : l’Association des ouvriers boulangers syndiqués (CGT).
- No 33 bis : ancien siège social de la boulangerie coopérative La Fraternelle[17].
- No 39 : immeuble où vécut Suzanne Buisson, membre du comité directeur de la Section française de l'Internationale ouvrière et secrétaire nationale des Femmes socialistes, morte en déportation.
- No 71 : l'architecte Louis Maechler y avait son cabinet entre 1896 et 1897.
- No 80 : en 1963 s'y trouvait l'association cultuelle Talmud Thora de Montmartre[1].

## Mentions littéraires
L'écrivain québécois Michel Tremblay fait loger Édouard, le personnage principal de Des nouvelles d'Édouard (1984), dans un petit appartement de la rue qui devient le centre de la vie parisienne de ce Montréalais venu découvrir la Ville lumière en 1947.